# Sept Merveilles du monde
Pour les articles homonymes, voir Sept Merveilles du monde (homonymie) et Merveilles du monde (homonymie).

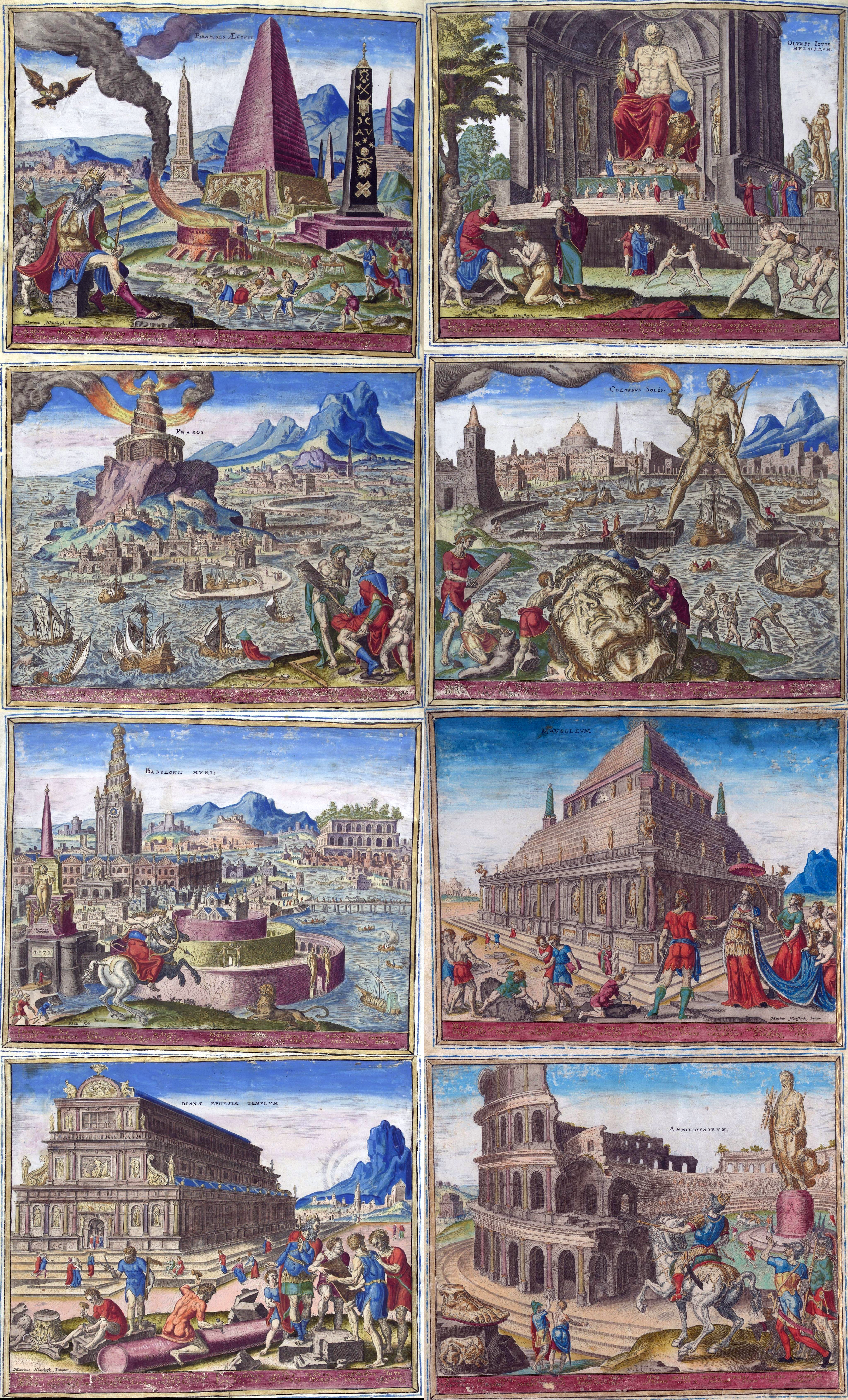
Sept Merveilles du monde, gravure de Maarten van Heemskerck datant de 1572.

Les Sept Merveilles du monde constituent l'ensemble des sept œuvres architecturales et artistiques considérées comme les plus extraordinaires du monde antique. L'origine de la liste est méconnue, mais ces œuvres correspondent toutes à des réalisations qui excèdent largement les proportions communes, montrant qu'architectes et bâtisseurs d'époques très anciennes étaient capables, à force de labeur et d'ingéniosité, d'ouvrages monumentaux exceptionnels (en grec : thaumasia). La popularité des monuments a suivi l'influence politique et économique des cités, et la construction d'un élément architectural imposant a vu consacrer cette prédominance (Memphis, Éphèse, Halicarnasse, Rhodes, Babylone, Olympie et Alexandrie).
Ces sept œuvres sont : les pyramides de Gizeh en Égypte, les jardins suspendus de Babylone, la statue de Zeus à Olympie, le temple d'Artémis à Éphèse, le mausolée d'Halicarnasse, le colosse de Rhodes et le phare d'Alexandrie.
De ces sept réalisations ne subsistent au XXIe siècle que les pyramides de Gizeh.

## Liste des Sept Merveilles du monde antique
Seules trois merveilles n'appartiennent pas au monde hellénique (deux en Égypte et une à Babylone), et deux d'entre elles se situent en Grèce au sens contemporain du terme : celles d'Olympie et de Rhodes. Elles sont toutes situées autour du bassin méditerranéen, comprises dans les territoires conquis par Alexandre le Grand, et les plus orientales ne sont pas situées très loin d'Alexandrie. Comme ces ouvrages ont été édifiés près de la mer, la liste a probablement été constituée à partir de récits de grands voyageurs, souvent des érudits. Ce sont des ouvrages particuliers et non des villes ou des sites naturels. Par rapport aux réalisations grecques, de tailles modestes mais très élaborées, elles sont gigantesques et laissent une forte impression.
L'historien grec Hérodote (Ve siècle av. J.-C.) est le premier à décrire des réalisations qui lui avaient paru extraordinaires, et l'une d'elles au moins s'est trouvée, par la suite, rangée au nombre des merveilles, la pyramide de Khéops. Mais il ne la mentionne pas comme associée à d'autres « merveilles », ce qui laisse supposer qu'aucune liste canonique n'était encore constituée.

### Liste canonique

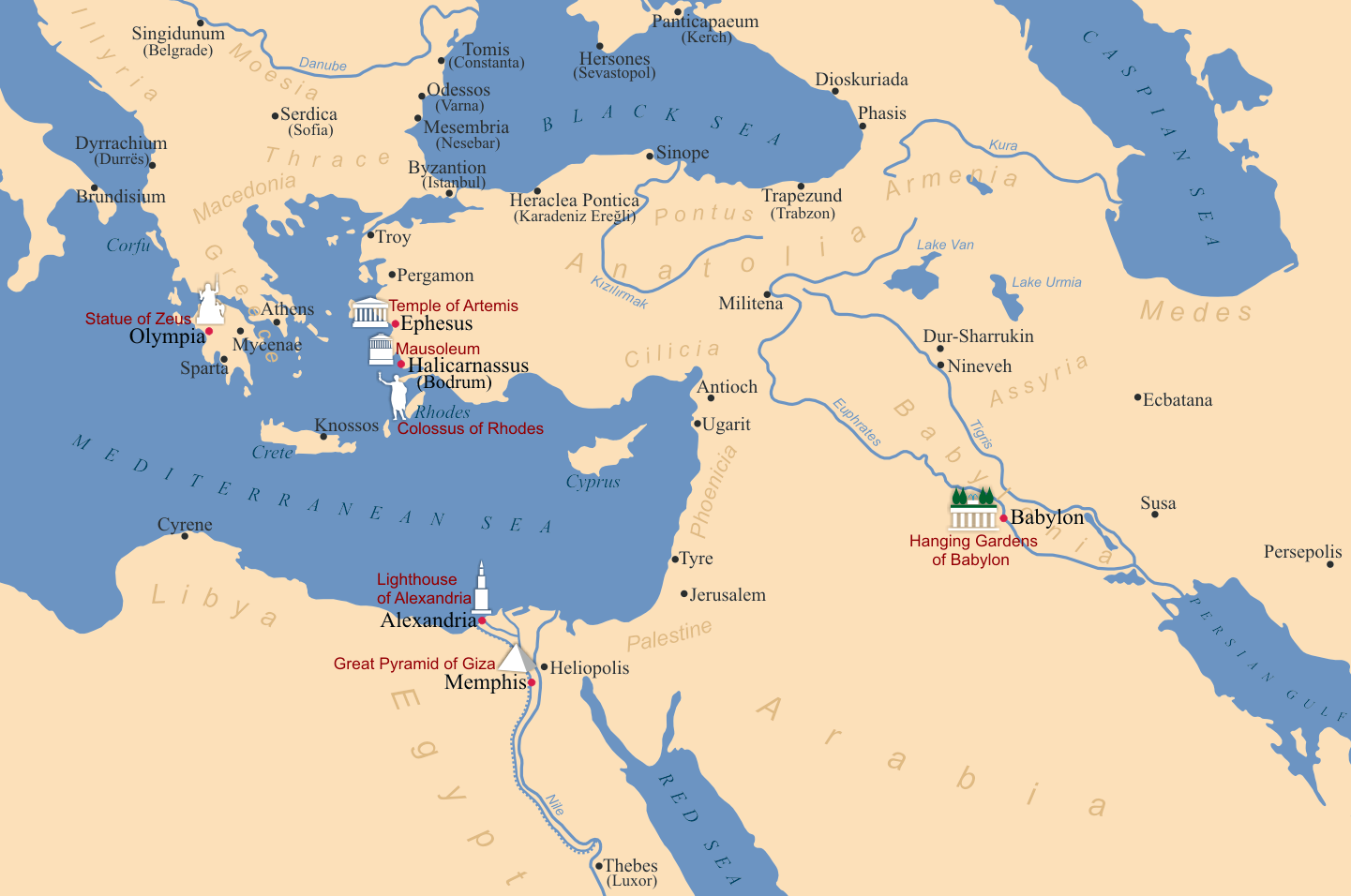
Localisation des Sept Merveilles à l'époque antique.

1. La pyramide de Khéops à Memphis (aujourd'hui, Gizeh ou Gizâ), en Égypte ;
2. Les jardins suspendus de Babylone, en Mésopotamie (ou possiblement de Ninive, en Assyrie) (Irak actuel) ;
3. La statue chryséléphantine de Zeus à Olympie, en Élide (Grèce) ;
4. Le temple d'Artémis, appelé aussi « Artémision », à Éphèse, en Ionie (Turquie actuelle) ;
5. Le tombeau de Mausole, à Halicarnasse, aussi nommé « mausolée d'Halicarnasse », en Carie (Turquie actuelle) ;
6. La statue en bronze d'Hélios, dite « colosse de Rhodes », sur l'île grecque de ce nom ;
7. La tour-fanal de Pharos, dite « phare d'Alexandrie », en Égypte.

Leurs dates de construction, approximatives pour la plupart, s'étendent sur plusieurs siècles, entre environ 2560 av. J.-C. pour la pyramide de Khéops et le début du IIIe siècle av. J.-C. pour le phare d'Alexandrie, considéré comme le plus récent. De nos jours, seule la merveille de Memphis existe encore, alors que toutes les autres ont disparu après avoir souffert des incendies, des intempéries, des séismes, et aussi par la main de l'homme. Leur existence est attestée par des témoins archéologiques, exception faite des jardins suspendus de Babylone dont il ne subsiste aucune trace et dont la réalité historique est mise en doute.
| Olympie Éphèse Halicarnasse Rhodes |

| Alexandrie Gizeh Babylone |

### Liste de Philon
Le fonds commun le plus ancien a été transmis par Philon de Byzance, différent de son célèbre homonyme. Cependant, la liste ne s'est pas imposée tout de suite et a subi au fil du temps de multiples modifications. Jean-Pierre Adam n'en dénombre pas moins de dix-neuf variantes entre le IIe siècle av. J.-C. et le XIVe siècle. Ce qui est certain, c'est que cette liste n'a pu être établie définitivement avant l'érection du colosse de Rhodes, merveille régulièrement citée, ce qui implique qu'elle n'est pas antérieure au début du IIIe siècle av. J.-C. D'un autre côté, Antipater de Sidon, poète grec dont on situe la mort à la fin du IIe siècle av. J.-C., a écrit une épigramme contenant la mention la plus ancienne d'une liste complète. La composition de la liste doit donc se situer entre ces deux dates.

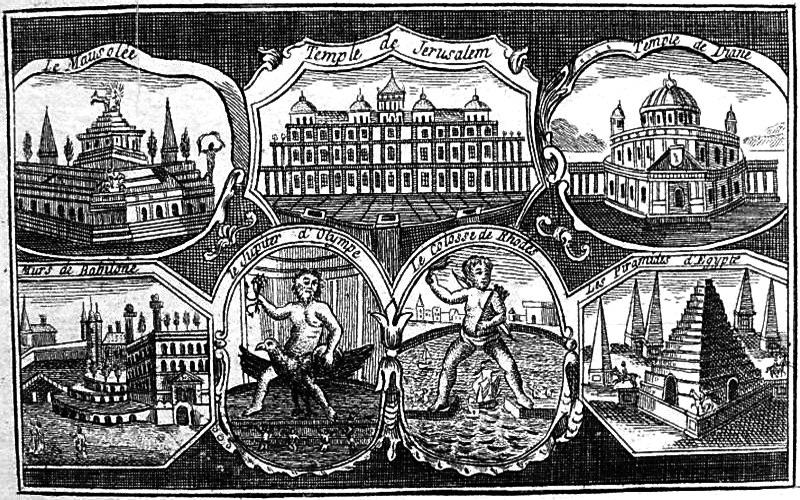
Les Sept Merveilles du monde, selon une gravure du XVIIIe siècle.

La liste d'Antipater est l'une des trois qui concordent avec celle de Philon :
« J'ai contemplé

le rempart de la superbe Babylone où peuvent courir les chars,

le Zeus des bords de l’Alphée,

les jardins suspendus,

le colosse d’Hélios,

l'énorme travail des hautes pyramides,

l’opulent tombeau de Mausole ;

mais quand je vis la maison d’Artémis qui s’élance jusqu'aux nues, tout le reste fut éclipsé, et je dis : « Hormis le sublime Olympe, l’œil d’Hélios vit-il jamais une chose semblable ! »

## Les plus anciens témoignages écrits
Entre la période d'Hérodote et la liste de Philon, quelques auteurs ont mentionné ou décrit certaines réalisations comme étant des « merveilles du monde ».

### Callimaque de Cyrène
Callimaque, poète et polygraphe grec de la fin du IIIe siècle av. J.-C., est célèbre en son temps et s'est fixé à Alexandrie où il tient un rôle important à la Bibliothèque. De son œuvre comportant, selon la Souda, près de 800 ouvrages — dont un catalogue de la Bibliothèque constitué de 120 livres, les Tableaux (Pinakes) — ne nous sont parvenus entiers que 6 hymnes et 63 épigrammes. Nous ne disposons pour le reste que de rares fragments de poésies diverses — principalement des iambes — et de quelques citations par des auteurs anciens. La Bibliothèque alexandrine et le Musée sont alors un centre culturel en effervescence. Des érudits y passent au crible les manuscrits dont ils assurent la conservation, les commentaires, la diffusion et la correction des copies. On les considère comme de « véritables fondateurs de la science philologique moderne ». Nous connaissons ainsi leur goût des codex, des bibliographies, des catalogues, des listes, des scholies…
Une épigramme fragmentaire trouvée sur un papyrus d'Oxyrhynchos nous apprend que le poète aurait bien parlé du Zeus de Phidias et indique la hauteur du trône. Strabon connaît ce poème et y fait allusion : « Certains auteurs donnent les dimensions de la statue et Callimaque même les cite dans un poème en vers iambiques. » Il dit aussi : « L’œuvre de Charès de Lindos, le colosse de Rhodes, duquel l’auteur des vers iambiques dit que sa hauteur est de sept fois dix pieds », ce qui pourrait faire allusion au même poète, qu'il admirait.
S'il n'est pas possible de prouver qu'il est le créateur de la liste des Merveilles — selon Jean-Pierre Adam, « divers indices font même penser que les principes qui la régissent ont été conçus dans une autre partie du monde » —, Callimaque connaissait de nombreux monuments célèbres et les a chantés dans une poésie qui s'est perdue.

### Autres documents
Un papyrus du IIe siècle av. J.-C., de la même époque qu'Antipater, parmi les manuscrits grecs trouvés au Fayoum, région archéologique au sud-ouest du Caire, laisse voir parmi d'autres textes un bref fragment intitulé Ta hepta the [amata] (le titre est tronqué) où sont cités les Pyramides, le temple d'Éphèse et le tombeau d'Halicarnasse.
Diodore de Sicile, historien compilateur grec du Ier siècle av. J.-C., nous parle des deux endroits décrits par Hérodote, à savoir les pyramides de Memphis et la ville de Babylone, et écrit une vingtaine de lignes sur son « jardin suspendu ». On trouve chez les Anciens soit le pluriel, soit le singulier, pour désigner les Jardins [kremastos kèpos ou paradeisos (qui a donné « paradis »)], mais sans doute que le pluriel est simplement une conséquence des terrasses élevées l'une au-dessus de l'autre.
Vitruve, architecte romain du Ier siècle av. J.-C., auteur d'une somme considérable sur l'architecture, apparaît avoir entendu parler des Sept Merveilles puisque, dans un paragraphe qui lui est consacré, il rappelle que le Mausolée en fait partie : « Au milieu d’une vaste enceinte, est érigé le Mausolée ou tombeau de ce roi, d'un art si exquis qu'on le compte parmi les Sept Merveilles du monde… » Cependant, ce spécialiste évoque à peine l'Artémision et les murailles de Babylone, dont les jardins suspendus sont ignorés. Quand il évoque Rhodes et le siège fait par Démétrios Poliorcète, il ne mentionne pas le colosse. Ce Romain semble méconnaître, voire dédaigner les réalisations du monde grec. On peut même « envisager que, si Vitruve s'est plu à parler ainsi du mausolée d'Halicarnasse, il le faisait parce que Auguste avait choisi ce modèle pour son propre mausolée sur le Champ-de-Mars ».
Strabon, géographe grec de la fin du Ier siècle av. J.-C., confirme que, de son temps, une liste existait déjà, proche de celle que reprend Philon de Byzance. Ainsi, il parle du Mausolée : « C'est à Halicarnasse que fut construit le tombeau de Mausole, ouvrage rangé au nombre des Sept Merveilles du monde… » ; puis du rempart de Babylone : « Sur le sommet de ce rempart, il a été fait un passage assez large pour que deux quadriges s'y croisent. On comprend qu'un tel ouvrage ait été rangé au nombre des Sept Merveilles du monde, sans oublier le jardin suspendu. »
Quinte-Curce, qui vit pendant le règne de l'empereur Claude, a l'occasion, en écrivant sa Vie d'Alexandre, au moment de l'évocation du séjour du jeune conquérant à Babylone, de décrire ses célèbres jardins, ce qui constitue, avec celui de Diodore, un des deux documents les plus importants sur cet ensemble botanique.
Pline l'Ancien, qui vit lui aussi au Ier siècle, sous Claude puis sous Néron, est l'auteur d'une Histoire naturelle monumentale. Esprit curieux et universel[réf. souhaitée], il n'a pas hésité à s'intéresser à tout ce qui pouvait instruire ses contemporains et les étonner — il est sur ce point le continuateur romain de Callimaque et de la paradoxographie[réf. souhaitée]. Il nous parle, dans son livre XXXVI consacré aux pierres, de cinq des sept ouvrages canoniques, cette fois avec le Phare, mais sans rien de Babylone et peu de Rhodes. C'est au livre XXXIV-18 que Pline nous renseigne sur la statue rhodienne mais pour la décrire sous la forme d'un géant abandonné à terre et désarticulé.
Pausanias, géographe grec du IIe siècle, dit le Périégète, est l'auteur d'un panorama de la Grèce, « témoin irremplaçable de la Grèce à l’époque romaine, avant les destructions du IIIe siècle ». Ce grand voyageur s'est limité aux « merveilles » de la Grèce continentale et nous n'avons pu récupérer que sa description, heureusement très instructive, du Zeus olympien.

## Philon de Byzance

Temporalité et localisation des Sept Merveilles. La période de vie de Philon de Byzance, créateur de la liste, est aussi incluse.

Philon de Byzance est le seul auteur ancien qui a écrit un texte entièrement consacré aux Sept Merveilles du Monde. Si on ne trouve pas chez lui la description du Phare, c'est que ce dernier n'avait pas encore supplanté le rempart babylonien qui, en contrepartie, est inclus. Il est à l'origine de la popularité de ces monuments.

### Auteur
Il n'y a plus, aujourd'hui, de philologues qui croient encore que le « Philon de Byzance de la Liste » soit l'ingénieur grec, auteur d'un ouvrage essentiel pour nos connaissances sur les techniques anciennes. C'est à la fin du XVIIIe siècle qu'un nommé Fabricius mit le premier en doute la personnalité de Philon, argumentant que ses descriptions techniques sommaires n'avaient aucune affinité avec les connaissances du mécanicien renommé. Dans l'Antiquité, le nom de « Philon » était courant, comme était bien connue la ville de Byzance. Selon Jean-Pierre Adam, il a été dénombré pas moins d'une soixantaine de Philon, dont dix-neuf ont écrit, et parmi eux, Philon d'Héraclée fit un traité sur les Merveilles de Scythie au Ve siècle. Le document n'ayant aucun repère chronologique, les spécialistes qui se sont penchés successivement sur le texte ont tout de suite été persuadés que cet auteur était loin du style du « vrai Philon » et qu'il était d'une façon certaine un rhéteur appartenant à une école byzantine que ces philologues ont pu dater entre le IVe et le VIe siècle tout au plus, particulièrement en raison d'habitudes d'écriture spécifiques à des écoles de période bien définie.

### Histoire du document
Il n'existe qu'une copie unique du document, datant du Xe siècle, selon l'examen du manuscrit et de la calligraphie, mais pas plus loin que la première moitié de ce siècle. Sa présence a été attestée dans un monastère du mont Athos et il devait s'y trouver encore entre le XIVe et le XVe siècle, à peu près l'époque où on suppose qu'il est entré à l'université de Heidelberg, peut-être par l'intermédiaire de l'abbaye de Sponheim, fournisseur habituel de ses manuscrits.
En 1623, lors de la guerre du Palatinat, la ville de Heidelberg, foyer protestant, est prise par Maximilien de Bavière, chef de la Ligue catholique. Le Pape en profite pour faire transporter à grands frais la Bibliothèque palatine à Rome. Leo Allatius, qui veille au convoi, a, en qualité de bibliothécaire de la Vaticane, la tâche de procéder à un catalogue détaillé. Il est donc bien placé pour être le premier à découvrir l'intérêt du document de Philon, texte inscrit sous l'intitulé Palatinus 398.
En 1640, un philologue de formation, Allatius, pour avoir l'honneur de l'editio princeps, le fait publier dans la hâte avec sa propre traduction latine, une édition que finalement les spécialistes jugent médiocre. Un Français, Boessius, helléniste averti qui, au cours d'une mission diplomatique auprès du Saint-Siège, avait repéré le texte vingt-huit ans plus tôt et y avait travaillé pour son loisir, pense alors que sa traduction est bien meilleure et la fait éditer en 1661 parmi un recueil de miscellanées. Mais son texte est trahi par un grand nombre de fautes d'impression qui le rendent inintelligible.
En 1797, la France révolutionnaire défait l'armée pontificale et emporte en butin cinq cents manuscrits. Le Palatinus 398 arrive ainsi à Paris. Un érudit nommé F. J. Bast, qui parcourt le codex, tombe lui aussi sur le fameux texte de Philon et publie en 1805, sans le texte de fond, des notes critiques.
En 1816, après l'exil de Napoléon, le Saint-Siège réclame ses œuvres d'art et la partie de sa bibliothèque. De son côté, l'université de Heidelberg n'a pas oublié non plus et demande la restitution des volumes qui lui furent jadis prélevés par le Vatican. Finalement, le Palatinus 398 fait son retour à l'université allemande, où il est encore aujourd'hui.

### Texte
Le texte a pour titre Péri tôn hépta théamatôn (« À propos des sept merveilles ») et représente un ensemble de six feuillets : un prologue et, pour chaque Merveille, un paragraphe. La dernière phrase du sixième paragraphe, pas tout à fait terminé, sur l'Artémision, est tronquée : elle marque d'ailleurs la fin du document et, ainsi, le texte du Mausolée, le septième annoncé, manque et n'a pas été retrouvé. Chaque description, de longueur inégale, ne dépasse pas quelques dizaines de lignes. Comme les deux premières éditions avaient été boudées, un certain Orelli, à Leipzig, procède, en 1816, à une édition enrichie et enfin apte à la consultation. Elle contient la transcription grecque de Boessius et sa traduction latine, quelque peu corrigées et abondamment annotées. Mais, de nos jours, c'est l'édition Hercher de 1863 qui prévaut, car elle a été établie en respectant les critères scientifiques. Cette édition comporte toujours une seule traduction, faite en latin.
Le jugement de Jean-Pierre Adam est sévère : « ce merveilleux de pacotille qu’il substitue aux détails techniques que nous attendions ». Si les contemporains de Philon ont pu rêver, ses descriptions sont pour nous, en effet, dépourvues d'attrait et ne s'éloignent pas de ce que nous lisons habituellement dans une brochure touristique. De toute manière, on ne pouvait guère s'attendre, de la part d'un simple compilateur, à un récit de grand voyageur ou à un reportage vécu. Il s'agit simplement d'un exercice de style d'une inspiration courte, puisée çà et là chez divers auteurs. Philon nous apparaît donc comme un rhéteur habile mais un écrivain peu captivé par son sujet, lequel est prétexte à développer, sous un style châtié et de belles envolées lyriques, des lieux communs et des préceptes moraux.

## Tableau des Sept Merveilles
| Merveille                       | Date approximative de construction                                               | Lieu                                | Fonction                                                                  | Maître d'ouvrage              | Maître d'œuvre                                                | Disparition | Figuration                           |
| ------------------------------- | -------------------------------------------------------------------------------- | ----------------------------------- | ------------------------------------------------------------------------- | ----------------------------- | ------------------------------------------------------------- | --- | ------------------------------------ |
| Pyramide de Khéops              | -2560 (+ 25 ans de travaux)                                                      | Gizeh (Égypte)                      | Tombeau du Pharaon                                                        | Khéops                        | Hémiounou                                                     | Exploitation partielle en carrière avant le XXe siècle. Encore debout au XXIe siècle, mais parement disparu. |                                      |
| Jardins suspendus de Babylone   | VIe siècle av. J.-C.                                                             | Babylone (Irak)                     | Jardin d'agrément pour la princesse Amytis de Médie                       | Nabuchodonosor II             |                                                               | Disparus à partir du IIIe siècle av. J.-C., avec le déclin puis l'abandon de la cité. |                                      |
| Statue chryséléphantine de Zeus | -436 (+ 4 ans de travaux)                                                        | Olympie (Élide)                     | Pour siéger au nouveau temple                                             | La cité d'Olympie             | Phidias                                                       | Transportée à Constantinople en 420 ou 422. Détruite lors d'un incendie en 461. |                                      |
| Mausolée d'Halicarnasse         | -353 (+ 3 ans de travaux)                                                        | Halicarnasse (Carie)                | Tombeau du couple royal                                                   | Mausole puis Artémise II      | Pythéos de Priène                                             | Détériorations à partir du IVe siècle (guerres et intempéries). Au XIIIe siècle, état d'enlisement (séisme ?). Puis exploitation en carrière pour des défenses militaires à partir du XIVe siècle.                                                                  |                                      |
| Temple d'Artémis                | -560, incendié en -356, puis reconstruit en -334 (+ plusieurs années de travaux) | Éphèse (Ionie)                      | Remplacement d'un temple détruit (dédié à Artémis)                        | La cité d'Éphèse              | Sur les plans du précédent (Théodore de Samos et Chersiphron) | Pillé en 263 par les Goths. Endommagé par des séismes. Partiellement relevé. Incendié en 401 par les chrétiens. Puis abandon du culte et exploitation en carrière au Ve siècle.                                                                                     | Le temple d'Artémis (Diane) à Éphèse |
| Colosse de Rhodes               | -292 (+ 12 ans de travaux)                                                       | Rhodes (Grèce)                      | En souvenir du siège de la ville levé par Démétrios Ier Poliorcète (-304) | La ville de Rhodes            | Charès de Lindos                                              | Tremblement de terre de -227 ou -226 (cassé au niveau des genoux, statue brisée en plusieurs morceaux). Puis enlèvement des débris en 654. |                                      |
| Phare d'Alexandrie              | -297 (+ 14 ans de travaux)                                                       | Île de Pharos à Alexandrie (Égypte) | Aide à la navigation                                                      | Ptolémée Ier puis Ptolémée II | Sostrate de Cnide                                             | Plusieurs fois restauré. Troisième étage détruit par un tremblement de terre au Xe siècle. Endommagé par un second tremblement de terre au XIVe siècle. Progressivement ruiné ; enfin exploitation en carrière pour des défenses militaires à partir du XVe siècle. |                                      |

## À propos des Sept Merveilles

### Le Phare d'Alexandrie
Ouvrage pratiquement contemporain du Colosse, cette tour-fanal apparaît seulement dans les listes tardives, généralement en remplacement du rempart de Babylone, et termine la liste canonique adoptée jusqu'à nos jours. Sa renommée semble due à son rôle utilitaire et au style singulier de sa construction et elle est érigée pour honorer la mémoire de Ptolémée Sôter qui développe Alexandrie. La cité, alors centre culturel avec son musée et sa bibliothèque, n'est certainement pas étrangère à la popularité de cet édifice. Mais il a fallu attendre un hasard de l'époque de la Renaissance pour retrouver cet ouvrage définitivement intégré à la liste des Merveilles.

### Le Temple d'Artémis
L'Artémision d'Éphèse du VIe siècle av. J.-C., qui est incendié en -356 par Érostrate, n'a jamais fait partie d'une quelconque sélection de monuments privilégiés car à cette époque, si ce temple était déjà universellement admiré, aucun texte ne parlait de listes de merveilles ; et lorsqu'une d'entre elles devint populaire, ce premier temple avait depuis longtemps disparu pour faire place à un second, rehaussé mais construit à l'identique,. Pline l'Ancien, qui ne peut avoir vu que le dernier des deux, a lui-même, dans son récit, confondu l'un et l'autre : « De ces colonnes, trente-six sont sculptées et l’une l’a été par Scopas et l’architecte qui présida à l’ouvrage fut Chersiphron. » L'architecte construit bien le premier temple mais le sculpteur ne travaille au second qu'au moins deux siècles plus tard.

### Les Pyramides
Les Pyramides, pour la plupart des auteurs principaux, Hérodote, Diodore de Sicile, Strabon, Pline l'Ancien et aussi Philon, forment une merveille dans leur ensemble. Pline écrivait : « Les trois autres dont la renommée est universelle et que tous les navigateurs du fleuve ont l’habitude de voir… ». Ces trois sœurs qui ont toutes leur angle sud-est parfaitement aligné et leur porte d'entrée sur le côté nord ont autrefois paru indissociables.
La liste définitive a consacré la pyramide de Khéops, parce qu'elle est évidemment la plus ancienne, la plus complexe, voire la plus ésotérique, mais surtout parce que, aux yeux de l'arpenteur, elle dépasse — mais de très peu — celle de Khephren. Curieusement, pour un visiteur arrivant de tous côtés — excepté du nord —, c'est cette dernière qui semble, grâce à une légère élévation du terrain, la plus haute ; à tel point que les chroniques arabes les ont parfois confondues. Khéops est le premier essai tâtonnant — et par imitation de celle de Snefrou, à Meidoum — d'une architecture poussée à l'extrême et, aussi, selon certains spécialistes d'architecture, la pyramide qui présente le plus d'anomalies de structure interne.
Khephren, qui a le mieux résisté, a conservé son revêtement sommital et fait pour ainsi dire figure de « pyramide générique ». Sa silhouette plus élancée a été inspirée directement par l'équerre égyptienne : deux triangles rectangles — de côtés en proportion 3,4 et 5 — accolés verticalement par leur base lui donnent sa pente. De son côté, Mykérinos, la plus soignée, est généralement dédaignée. Cette dernière pyramide, selon Strabon, « de dimensions bien moindres que les deux autres, se trouve cependant avoir coûté beaucoup plus cher en construction », mais, en contrepartie, selon Diodore, elle séduit davantage car elle « se distingue par l’art qui a présidé à sa construction et par la beauté de ses pierres ». Il y a enfin le Sphinx, dont aucun visiteur, à l'exception de Pline l'Ancien, n'a noté la présence : « Le Sphinx, plus admirable peut-être [que les Pyramides] et sur lequel on a gardé le silence ».

### Un couple inséparable
Selon la légende la mieux suivie, Artémise II aurait elle-même décidé de construire pour son époux et frère le splendide monument qui aurait consacré son amour conjugal. L'assertion de Pline que l'on trouve dans sa fameuse description du Mausolée a généralement prévalu. Cette version n'a jamais fait l'unanimité. Déjà, Vitruve avait écrit que c'est Mausole lui-même qui entreprit cette construction à sa propre gloire posthume. Ce prince suivait en cela une tradition de vanité très répandue à son époque chez les souverains. On ne compte plus, en effet, les tombeaux monumentaux érigés en Asie Mineure et notamment en Lycie. De son côté, Lucien consacre à Mausole un chapitre de son Dialogue des morts, le peignant comme un homme orgueilleux et très fier de s'être fait construire le plus beau tombeau de la terre. André Coutin écrit : « Le tombeau triomphal qu’il avait décidé d’élever était inachevé à sa mort… », et Jean-Pierre Adam, d'autre part, écrit : « On remarque […] que Pline, contrairement à Vitruve, fait du Mausolée une œuvre due à l’initiative d’Artémise ; ce en quoi, du reste, il se trompe… ». Chacun dans son ouvrage respectif accrédite donc spontanément cette seconde opinion mais sans toutefois en donner une plus longue explication.
L'historien Sainte-Croix avait auparavant nettement tranché : « Que de temps n’a pas dû coûter la construction d’un pareil monument ? Cependant, Artémise survécut à peine deux ans à son mari. Dans un aussi court espace de temps cet édifice aurait-il été terminé […] comme le dit Pline ? Cela me paraît difficile à croire et je pense plutôt que cet auteur a pris pour l’année de la mort de Mausole celle où l’on commença à bâtir son tombeau. Dans cette hypothèse, Mausole lui-même aura projeté ce grand ouvrage deux ans avant de mourir ; il y aura fait travailler, et Artémise, en l’achevant, en aurait eu toute la gloire ».
Une réalisation d'un tel raffinement et d'un tel gigantisme n'a pas pu s'improviser juste après un décès, surtout que la veuve, durant les deux courtes années de son autorité, dépensa du temps et de l'argent à défendre sa cité contre Rhodes et à contre-attaquer et punir les insulaires. Les artistes renommés choisis pour l'ouvrage, dispersés et venus de fort loin, ont dû être retenus longtemps à l'avance pour être réunis. Comme il est peu commun, d'autre part, qu'une épouse soit à ce point exaltée qu'elle ait songé à la manière d'enterrer son conjoint encore en vie, il est plus vraisemblable que Mausole, lui-même un grand bâtisseur, ait désiré contempler « de ses yeux » le reflet de sa puissance. Cependant, il reste possible que les époux inséparables eussent tous deux souhaité être réunis dans la mort. Dans l'hypogée, on retrouva un reliquaire et un sarcophage qui pouvait être celui de la reine, l'usage carien imposant alors aux hommes l'incinération. En admettant même la légende qui veut que l'achèvement de la statuaire se soit fait tardivement et au compte des artistes, on peut avancer qu'Artémise eût pu très bien en avoir été maître d'ouvrage quand son époux était très occupé, et qu'elle le fût naturellement pendant son veuvage pour la continuation des travaux. C'est peut-être une des raisons de la persistance de ce point de vue.

### Une ville mythique

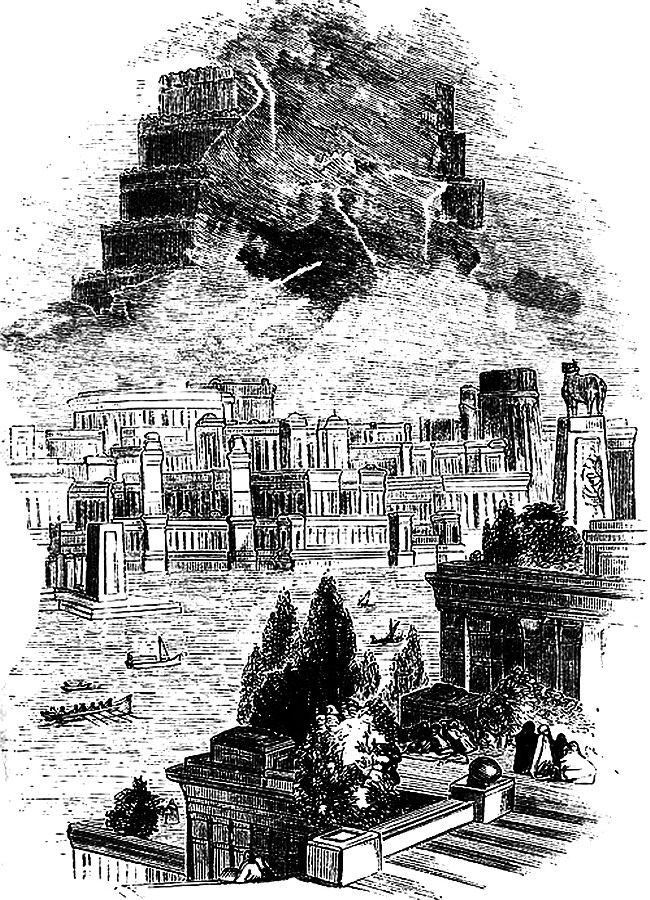
Babylone, ville mythique.

Babylone, dont il ne reste presque rien, a livré, avec les Jardins, la Merveille la plus énigmatique. Si la tour colossale, peut-être celle dénoncée par les récits bibliques et considérée longtemps comme mythique, est bien décrite sur place par Hérodote, les Jardins, célébrés par plusieurs chroniqueurs, restèrent invisibles aux yeux de cet historien ; tandis que Ctésias au IVe siècle av. J.-C., capable de passer en revue toutes les curiosités babyloniennes, construites ou relevées un siècle et demi à peine auparavant, les ignore complètement. Leur trace n'a pas été non plus retrouvée par les archéologues qui avaient pourtant mis au jour l'enceinte et la base de cette même tour appelée « Etemenanki ». Pas davantage de jardins sur les tablettes mésopotamiennes où l'on voit des plans de la ville et de ses principaux monuments. Les compilateurs latins, Ampelius du IIe siècle, qui a pourtant écrit sur Sémiramis et le rempart de Babylone, et Hygin du Ier siècle, dans son Septem opera mirabilia, ont donné le palais de Cyrus en lieu et place des Jardins suspendus. Les seules représentations qui nous en suggèrent une idée viennent des bas-reliefs de Ninive avec des terrasses à végétation, soutenues généralement par des colonnes à chapiteau. Nous sommes donc loin des voûtes nécessaires pour supporter un étagement important. Et si aucun auteur ne paraît avoir vu ces jardins, aucun n'indique le nombre de terrasses ; et tous ne sont pas d'accord sur la description de leur système hydraulique, leur emplacement et le maître d'ouvrage.
Le cellier voûté de la porte d'Ishtar, dégagé par l'Allemand Koldewey à la fin du XIXe siècle, n'a pu, par ses trop modestes dimensions, représenter la plateforme d'un jardin royal important. Il est en tout cas difficile de concevoir que l'espace de verdure aussi réduit du « véritable » jardin (un carré de 120 m de côté) ait été l'élément qui accrochât l'œil, adossé à un rempart lui-même célébré comme une merveille, imposant et interminable, dont la longueur était, si l'on en croit les Anciens, plus d'une fois et demie le tour de la ville de Paris. Cependant, le tracé retrouvé de la dernière cité fit état, lors des récentes fouilles, d'une enceinte extérieure de 11,3 km pour une intérieure de 6 km.
Le savoir-faire des jardiniers et des fontainiers de la Mésopotamie n'étant plus à démontrer, il fait peu de doute que les jardins-oasis ont proliféré dans cette région pendant des siècles, se sont améliorés, montrant des aspects multiples, au gré des souverains et des modes. Quoi qu'il en soit, au fil du temps, s'est probablement imprégnée dans la mémoire des voyageurs parvenus au terme d'un parcours harassant à travers une contrée désertique, la fantastique vision de chevelures de forêts et de vergers flottant au-dessus des murailles, et les imaginations ont ensuite échafaudé le mythe.
Enfin, tous les écrits réunis à son sujet montrent une seule chose qui soit certaine : cette ville dont on a constamment vanté, avec les plus flatteurs superlatifs, les murailles, les portes d'airain, le pont sur le fleuve, la galerie sous le fleuve, les quais, les deux palais, le temple de Marduk, les statues, la ziggourat, la citerne, les jardins, etc. fut assurément à elle seule une vraie merveille : « Elle est si magnifique que nous n’en connaissons pas une qu’on puisse lui comparer. », écrivait Hérodote (I, 178).

### Un flou artistique

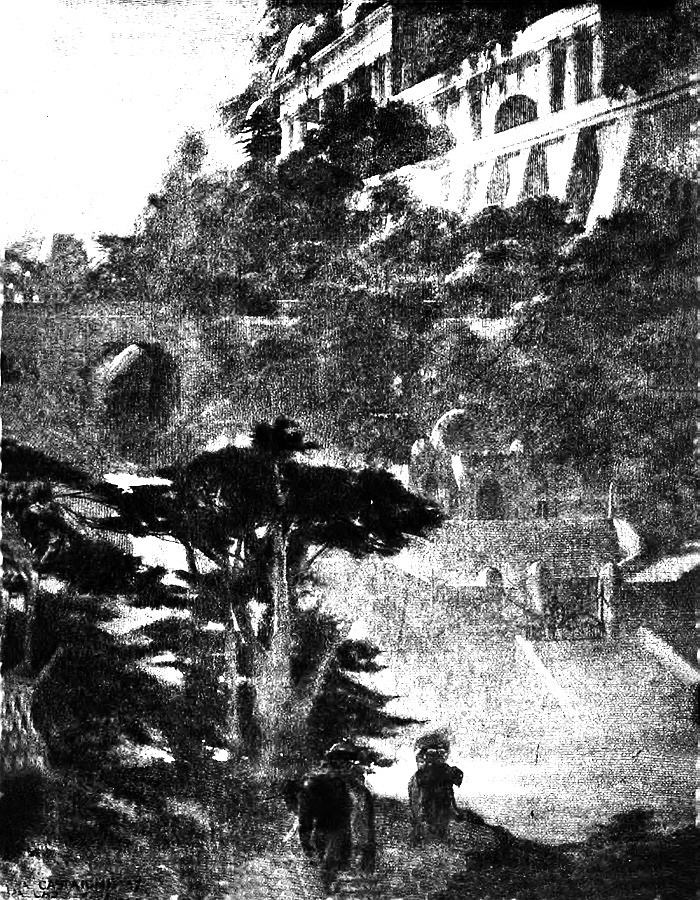
Un flou artistique : les jardins de Babylone.

Le principal obstacle pour figurer les Sept Merveilles est l'insuffisance des informations qui nous sont parvenues. Les Jardins suspendus de Babylone, qui sont tout à la fois aisés et impossibles à reconstituer, en sont l'exemple le plus significatif. On peut, d'autre part, facilement concevoir qu'à l'époque de Pline les secrets de la construction de la pyramide de Khéops aient été perdus après tant de siècles. Parmi tous les auteurs qui ont parlé des pyramides, aucun n'en a donné une hauteur approchante. Jean-Pierre Adam remarque que les Anciens sont en défaut sur toutes les mesures de points inaccessibles. Pour les pyramides, une illusion d'optique — créée probablement par la course des arêtes — fait généralement apparaître la hauteur très proche d'un des côtés de la base, lequel la représente en réalité une fois et demie. Pline, qui croyait sans doute la méthode de Thalès de Milet connue depuis le VIe siècle av. J.-C., a entériné de bonne foi les dimensions qu'on lui a transmises. Si cet auteur était soucieux de donner des mesures, il doit parfois s'en passer : le tombeau de Mausole est légèrement plus court d'un côté que de l'autre et la hauteur de son dernier étage est sensiblement égale à celle de l'étage en dessous. Les imprécisions des hauteurs du Phare sont encore plus déroutantes. De simplement « haut » pour Strabon à « très élevé » chez Jules César, son premier étage, aux yeux des chroniqueurs arabes, gagne une dizaine de mètres en un siècle, de Massoudi (Xe siècle) à Ibn al-Dayg (1165), alors que le deuxième étage les gagne sur le même Massoudi avec El-Makrisi au XVe siècle. La hauteur totale du Phare varie en absolu entre 102 mètres (Massoudi) et 225 mètres (Ibn Joubère). Les effondrements et les réparations ou reconstructions des parties hautes à différentes périodes ont encore mieux embrouillé les dimensions originales.
Chez Pline, il n'y a aucune indication sur les sculptures ornementales du mausolée d'Halicarnasse et leur implantation, tout comme celles de l'Artémision pour lesquelles il avoue son désintérêt : « Les autres ornements du temple rempliraient par leurs descriptions plusieurs livres ; mais ils n'ont rien de commun avec l'histoire de la nature. ». Cela a mis et met toujours dans l'embarras tous les essais de restitution. L'attitude du colosse de Rhodes tant de fois contemplé n'a jamais fait l'objet d'une description. Et ainsi retrouve-t-on une multitude de dessins le représentant dans des positions les plus singulières, dont le spectaculaire et impossible enjambement qui a eu du succès jusqu'au cinéma. À l'inverse, Pausanias, qui est pratiquement le seul à s'absorber dans une ekphrasis, dépeint le Zeus d'Olympie et sa décoration avec minutie, mais sans jamais donner une seule dimension : « Je sais que plusieurs auteurs ont consigné dans leurs écrits la hauteur et la largeur de la statue de Zeus Olympien, mais je me méfierais de ceux qui l'ont mesurée, car les dimensions qu'ils donnent paraissent bien au-dessous de l'idée qu'on s'en forme en voyant la statue de ses propres yeux ». En revanche, la science archéologique donne de meilleures précisions.

### Le chiffre 7
La liste des Merveilles doit probablement une part de sa célébrité à ce chiffre mystique. Cette notion, qui ne s'est pas formée bien sûr avec ces seuls monuments, aurait été transmise, selon Jean-Pierre Adam, par le courant philosophique pythagoricien. Les séries et les nombres premiers ont toujours fait l'objet d'une attention particulière. L'École pythagoricienne qui s'adonna aux spéculations ésotériques fut fermement critiquée par les tenants d'Aristote qui l'avait lui-même combattue dans son ouvrage La métaphysique, mais elle revint à la mode à l'époque de Cicéron avec l'école néo-pythagoricienne. Cependant, la superstition du chiffre magique serait plutôt venue d'Asie mineure, comme semblerait le confirmer un traité ionien De hebdomadis qui lui est consacré. Ceci pourrait expliquer dans la « liste des Merveilles » le nombre supérieur de réalisations d'Asie mineure, donc extérieures à la Grèce proprement dite. Par la suite, le chiffre « 7 » eut un succès qui ne se démentit jamais dans tous les domaines et on ne compte plus les groupes de sept éléments. Même Isaac Newton ne repoussait pas l'irrationnel et, quand il eut découvert la décomposition de la lumière blanche, trouva l'idée de faire d'une infinité de teintes un ensemble de sept couleurs qu'on trouve dans l'arc-en-ciel.

### La réaction romaine

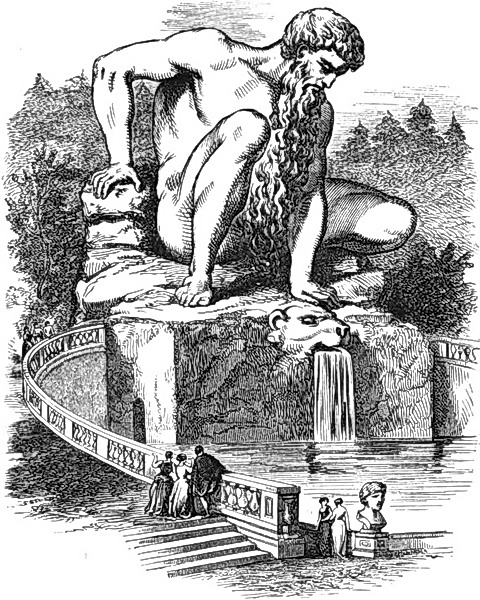
Jupiter Pluvius de Pratolino, statue colossale (vue d'artiste).

En dehors du monde gréco-romain, Babylone, Thèbes et Ecbatane eurent droit à quelques nominations. Le monde romain devait déjà beaucoup à la culture hellénique, dont il avait copié des œuvres essentielles, et réagit diversement aux monuments grecs qui suscitaient une admiration universelle. H. Schott, qui consacra en 1891 une thèse sur les « Merveilles », constitua trois catégories et classa dans la deuxième toutes les réalisations romaines en y englobant des listes allant jusqu'à la trentaine de monuments. « Il va de soi que ces versions [romaines] sont tardives et manifestent la volonté de dresser un panégyrique de Rome face à la Grèce ».
D'abord, Pline l'Ancien admet les merveilles grecques et les décrit sans réticence. D'un goût éclectique et d'un jugement avisé, il y mêle aussi des monuments peu cités : les obélisques et le Sphinx égyptiens ; le temple de Cyzique et, à considérer ses vestiges, il fut le plus colossal jamais érigé ; les labyrinthes d'Égypte, de Crète, de Lemnos, d'Étrurie, et aussi les Jardins suspendus de Thèbes. Un sursaut de chauvinisme bien compréhensible lui fait dire à propos de Rome, ville bien pourvue en monuments spectaculaires : « Sic quoque terrarum orbem victum ostendere » [là aussi, elle a vaincu le monde entier]. Et comme les Romains, dans le domaine de la construction gigantesque, demeurent inégalables, il ne lui a pas été difficile d'ajouter dix-huit merveilles de la ville éternelle, où le Capitole et le Colisée ont une place de choix.
Parmi ceux qui ont pu diffuser la liste chez les Latins, Varron, écrivain polygraphe, respecté des Anciens, apparaît le plus vraisemblable. S'il ne reste rien de ses écrits, ceux-ci ont été abondamment commentés. Il écrivit un ouvrage avec le chiffre « 7 » comme sujet principal : Hebdomades, où pratiquement toutes les catégories étaient représentées, y compris les Sept Merveilles du monde, puisque Aulu-Gelle, auteur du IIe siècle, juge, non sans une pointe de jalousie, cette énumération : « Tels sont les faits que Varron, par de soigneuses recherches, a rassemblés sur ce nombre ; mais il ajoute d'autres remarques frivoles et puériles : par exemple, qu'il y a sept merveilles dans le monde ».

## En images

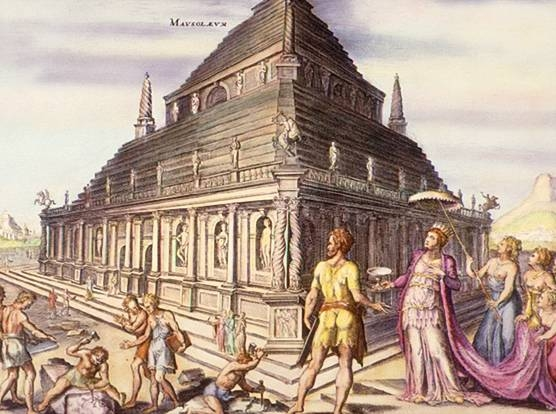
Le mausolée d'Halicarnasse, gravure de Maarten van Heemskerck, XVIe siècle.
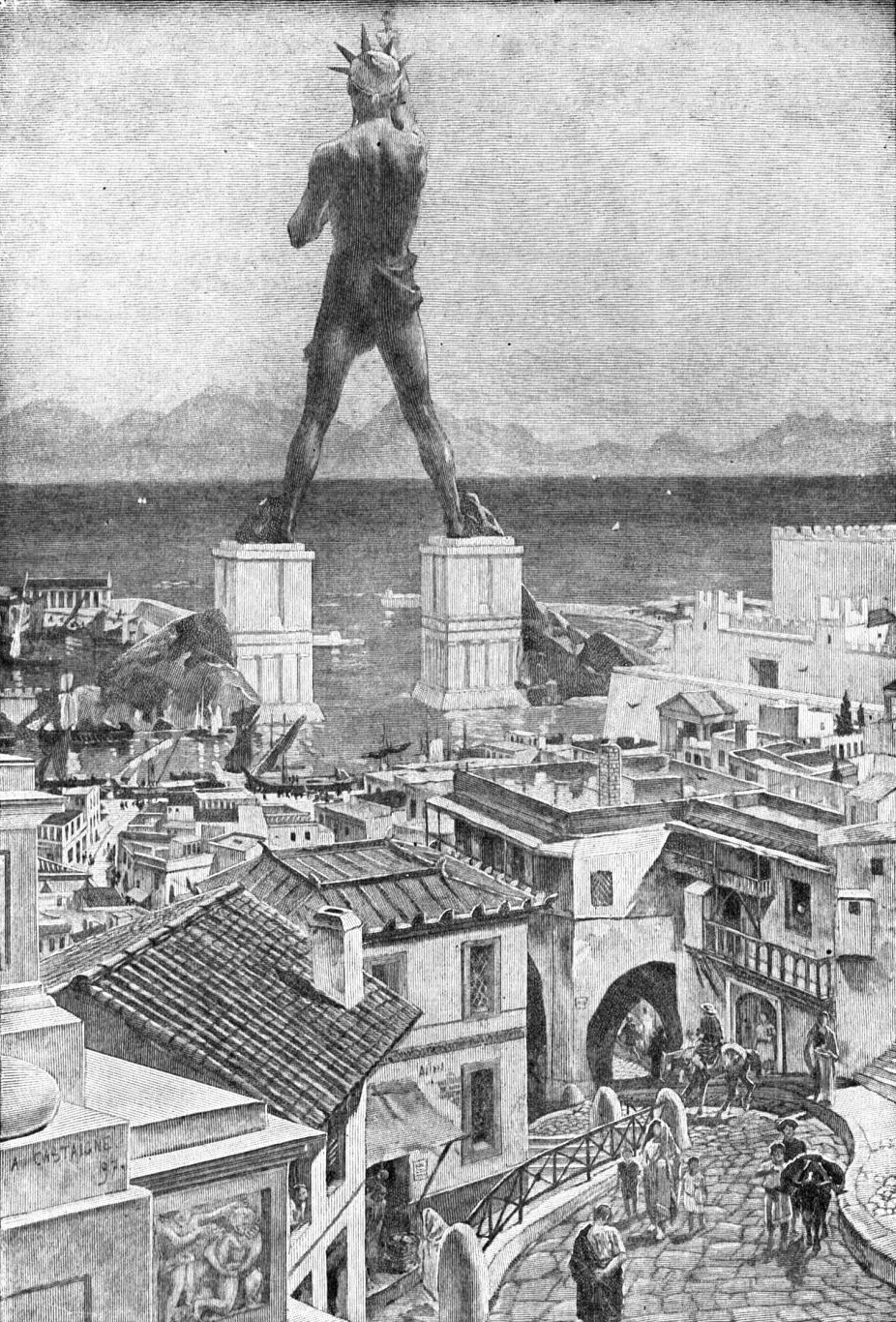
Le colosse de Rhodes tel que représenté dans The Book of Knowledge (1911).
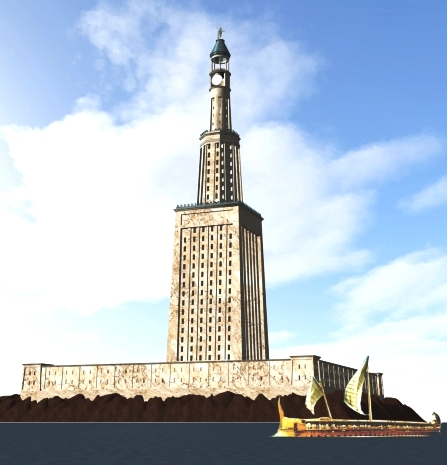
Le phare d'Alexandrie, reconstitution tridimensionnelle basée sur une étude de 2006.

## En versionsXXIesiècle
Au début du XXIe siècle, les archéologues se sont inquiétés de voir les parages de la première des sept merveilles, la seule encore debout, trop exposés à un tourisme de masse qui "peut contenir des facteurs importants de dégradation", en apportant humidité et gaz carbonique. Dès le milieu des années 1970, se manifestait une autre inquiétude, celle de les voir "menacés par le projet "de construire cinq grands hôtels totalisant 1800 chambres, des villages touristiques comprenant 5 800 villas et 5 100 appartements", tandis qu'au millénaire suivant se développe un syndrome de la sur-idéalisation de ces sites qui touche les voyageurs. L'auteur Aaron Millar juge qu'Al-'Ula en Arabie saoudite fait partie merveilles, rejoint par le magazine Conde Nast Traveler. Ce dernier inclut aussi le Mont-Saint-Michel, tandis que la télévision CNN a souhaité, elle, "labelliser" la Grande Barrière de corail, première attraction d'Australie, malgré la dégradation des récifs coralliens, qui a fait plonger la fréquentation touristique du site, selon un rapport de l’Australian Institute, deux sites exposés eux aussi à des nuisances causées par la surfréquentation et exposés aux problématiques de tourisme responsable, malgré les efforts pour sensibiliser les touristes à la préservation. Au total, c'est une centaine de sites, selon des chercheurs européens, où l’affluence menace l’environnement naturel et culturel.
Au début des années 2000, le réalisateur suisse Bernard Weber fonde une association pour constituer une liste de 20 monuments soumis à un vote des internautes du monde entier sur les "Sept nouvelles merveilles du monde". Les sept gagnant sont la Grande Muraille de Chine, Pétra, en Jordanie, la Statue du Christ rédempteur à Rio de Janeiro, le Machu Picchu, le site archéologique maya de Chichén Itzá au Mexique, le Colisée de Rome et le Taj Mahal en Inde. De son côté, la fondation suisse New 7 Wonders a lancé un vote international en 2011 concernant cette fois les sept merveilles naturelles, qui a vu l'emporter l’Amazonie, la baie d'Ha Long (Vietnam), les chutes d'Iguazú (Brésil et Argentine), l’île de Jeju en Corée du Sud, la rivière souterraine Puerto Princesa aux Philippines, l'île de Komodo (Indonésie) et la montagne de la Table (Afrique du Sud). Selon Olivier Lazzarotti, professeur d'histoire et de géographie de l'Université d'Amiens, le patrimoine mondial de l'Unesco créé en 1972 a permis aux États-Unis de "compenser, dans l’ordre des Sept Merveilles du Monde, la déficience  en matière de monuments anciens", en valorisant la place prise par les parcs de Yellowstone et du Yosemite "dans la construction du pays" tandis que persiste un "relatif « vide » de l’Afrique", entrainant l’invention du « patrimoine immatériel » en octobre 2003.
Le magazine Géo a lui publié, en utilisant l'application Visited App, un classement des dix sites anciens les plus visités, dont six en Europe. Le premier est le Colisée de Rome. Suivent l’Acropole d’Athènes et le site archéologique de Pompéi puis le site néolithique de Stonehenge (Angleterre) et l'Agora d’Athènes, puis à la 6e place Chichén Itzá, une ancienne ville maya et la grande pyramide de Gizeh (Égypte), la seule des sept merveilles du monde antique encore debout. Le Machu Picchu est à la 8e place du classement, devant le site mexicain de Tulum et les thermes romains à Bath (Angleterre). Angkor Vat (Cambodge), Jérusalem (Israël), la Grande muraille de Chine, Pétra (Jordanie) viennent ensuite.